# Goplana cissi
Goplana cissi är en svampart som beskrevs av Vienn.-Bourg. 1952. Goplana cissi ingår i släktet Goplana och familjen Chaconiaceae.   Inga underarter finns listade i Catalogue of Life.